# Dekanat Żarki
Dekanat Żarki – jeden z 36 dekanatów archidiecezji częstochowskiej składający się z 9 parafii. Znajduje się w regionie zawierciańskim.
Składa się z 9 parafii:
1. Gorzków-Trzebniów – św. Jana Berchmansa
2. Janów – parafia Niepokalanego Poczęcia Najświętszej Maryi Panny
3. Jaworznik – parafia Miłosierdzia Bożego
4. Kotowice – parafia Najświętszej Maryi Panny Różańcowej
5. Niegowa – parafia Świętego Mikołaja BW
6. Przybynów – parafia Świętego Mikołaja BW
7. Złoty Potok – parafia św. Jana Chrzciciela
8. Żarki – parafia Świętych Apostołów Szymona i Judy Tadeusza
9. Żarki-Letnisko – parafia Najświętszej Maryi Panny Nieustającej Pomocy